# Temporada 1977 de Deutsche Rennsport Meisterschaft
La temporada 1977 de Deutsche Rennsport Meisterschaft fue la sexta edición de dicho campeonato. Fue ganador por Rolf Stommelen, quien pilotó un Porsche 935 del equipo de Georg Loos.

## Carreras
| Carrera | Carrera       | Fecha | Circuito                        | Ganadores | Ganadores                      | Ref.   |
| ------- | ------------- | ----- | ------------------------------- | --------- | ------------------------------ | ------ |
| 1       | Zolder        | 13/03 | Autódromo de Zolder             | Div.I     | Manfred Schurti (Porsche 935)  | [ 1 ]  |
| 1       | Zolder        | 13/03 | Autódromo de Zolder             | Div.II    | Marc Surer (BMW 320)           | [ 1 ]  |
| 2       | Nürburgring   | 27/03 | Nürburgring                     | Div.I     | Rolf Stommelen (Porsche 935)   | [ 2 ]  |
| 2       | Nürburgring   | 27/03 | Nürburgring                     | Div.II    | Hans-Joakim Stuck (BMW 320)    | [ 2 ]  |
| 3       | Nürburgring   | 01/05 | Nürburgring                     | Div.I     | Bob Wollek (Porsche 935)       | [ 3 ]  |
| 3       | Nürburgring   | 01/05 | Nürburgring                     | Div.II    | Hans-Joachim Stuck (BMW 320)   | [ 3 ]  |
| 4       | Kassel-Calden | 08/05 | Flughafen Kassel-Calden         | Div.I     | Bob Wollek (Porsche 935)       | [ 4 ]  |
| 4       | Kassel-Calden | 08/05 | Flughafen Kassel-Calden         | Div.II    | Peter Hennige (BMW 2002 Turbo) | [ 4 ]  |
| 5       | Mainz-Finthen | 22/05 | Mainz-Finthen                   | Div.I     | Rolf Stommelen (Porsche 935)   | [ 5 ]  |
| 5       | Mainz-Finthen | 22/05 | Mainz-Finthen                   | Div.II    | Hans Heyer (Ford Escort)       | [ 5 ]  |
| 6       | Norisring     | 03/07 | Circuito callejero de Norisring | Div.I     | Rolf Stommelen (Porsche 935)   | [ 6 ]  |
| 6       | Norisring     | 03/07 | Circuito callejero de Norisring | Div.II    | Eddie Cheever (BMW 320)        | [ 6 ]  |
| 7       | Diepholz      | 24/07 | Flugplatz Diepholz              | Div.I     | Rolf Stommelen (Porsche 935)   | [ 7 ]  |
| 7       | Diepholz      | 24/07 | Flugplatz Diepholz              | Div.II    | Hans-Joachim Stuck (BMW 320)   | [ 7 ]  |
| 8       | Hockenheim    | 30/07 | Hockenheimring                  | Div.I     | Bob Wollek (Porsche 935)       | [ 8 ]  |
| 8       | Hockenheim    | 30/07 | Hockenheimring                  | Div.II    | Jacky Ickx (Porsche 935)       | [ 8 ]  |
| 9       | Zolder        | 14/08 | Zolder                          | Div.I     | Bob Wollek (Porsche 935)       | [ 9 ]  |
| 9       | Zolder        | 14/08 | Zolder                          | Div.II    | Manfred Winkelhock (BMW 320)   | [ 9 ]  |
| 10      | Nürburgring   | 02/10 | Nürburgring                     | Div.I     | Rolf Stommelen (Porsche 935)   | [ 10 ] |
| 10      | Nürburgring   | 02/10 | Nürburgring                     | Div.II    | Klaus Ludwig (BMW 2002 Turbo)  | [ 10 ] |

## Campeonato
| Pos | Piloto             | Puntos |
| --- | ------------------ | ------ |
| 1°  | Rolf Stommelen     | 160    |
| 2°  | Bob Wollek         | 152    |
| 3°  | Manfred Winkelhock | 108    |
| 4°  | Hans Heyer         | 100    |
| 5°  | Eddie Cheever      | 82     |
| 6°  | Marc Surer         | 82     |
| 7°  | Manfred Schurti    | 80     |
| 8°  | Hans-Joachim Stuck | 60     |
| 9°  | Tim Schenken       | 56     |
| 10° | Franz Konrad       | 54     |